# 市川かおり
市川 かおり（いちかわ かおり、本名：吉成 香、1962年4月4日 - ）は、日本の元タレント。トエミ・ミュージック・オフィス、蛭川企画、イエローキャブなどに所属した。

## 改名歴
吉成香　→　吉成かおり　→　市川香子（きょうこ）　→　市川かおり

## 来歴
東京都東大和市出身。富士見高等学校を卒業した。高校卒業後はキャビンアテンダントを目指して神田外語学院に入学するが、同学院在学中の1981年6月、約3,000人の中から小田急百貨店創業20周年のイメージガール「'81小田急ブルーミングトゥエンティ・キャンペーンガール」に選ばれ、小田急関係のCM・ポスターなどに出演した。夏から歌のレッスンを始め、翌1982年4月に『はにかみ天使』（東芝EMI）で歌手としてデビューした。その後は主にバラエティ番組に出演した。
当時公表していたプロフィールでは、趣味はテニス・水泳・卓球・読書。また英検3級の資格を持っていた。
2024年、芸能活動はしていないもののモデルとして通販CMに出演。

## 主な出演作品

### テレビ番組
- ジュニア大全科「君におくる頭脳特訓法」（1982年4月5日 - 9日、NHK教育）[6]
- オレたちひょうきん族（1983年1月、フジテレビ）
- ときめきプレヌーン（1984年 - 1985年、テレビ東京）
- TV海賊チャンネル（1984年 - 1986年、日本テレビ）- 読売新聞あすの朝刊 進行役
- 独占!女の60分（1986年 - 1989年、テレビ朝日）- アタッカー（リポーター）
- クイズなっとく歴史館（フジテレビ）
- 大竹まことのただいま!PCランド（1989年5月2日 - 1992年3月31日、テレビ東京）
- クイズ地球まるかじり（1990年、テレビ東京）- リポーター
- ライオンのいただきますⅡ（1990年、フジテレビ）
- 独占!!サイクルスポーツ（テレビ東京）- リポーター
- 味な冒険（日本テレビ）
- そこが知りたい（TBS) - リポーターとして不定期出演
- クイズ日本昔がおもしろい（TBS）
- ホントにホントなの？（関西テレビ）

### テレビドラマ
- 月曜ドラマランド （フジテレビ）
  - 意地悪ばあさんの逆襲（1984年4月16日）
  - みゆき（1986年8月4日）- 佐和子 役
  - 未亡人は17歳（1987年2月2日）
- 夫婦ねずみ今夜が勝負（1984年、テレビ東京）
- 子供が見てるでしょ! 第7話（1985年11月22日、TBS）- エレベーター嬢役
- 深夜にようこそ 第1話（1986年6月13日、TBS）- カップルの娘 役
- 世にも奇妙な物語 冬の特別編「大予言」（1991年1月3日、フジテレビ）- リポーター役
- 街の医者・神山治郎4（日本テレビ / 東映）

### 映画
- 必殺! THE HISSATSU（1984年、松竹）

### Vシネマ
- サディスティック・マーリヤ（1993年、ポニーキャニオン）

### 舞台
- トレンド教時代（1989年8月、新宿シアターモリエール）
- 僕の引っ越し物語

### CM
- 東芝「東芝扇風機」（1982年）
- 集英社「non-no（ノンノ）」（1990年）※ラジオCM[1]
- 内閣府 政府広報 青少年健全育成キャンペーン（2001年）
- 大正製薬「グルコケア」
- ファイブイズホーム「企業広告」※2020年10月時点でも、一部の関東独立局でCMが放送されている
- DJ和 CD「フェス、その前に」（2016年）[7]
- 武田薬品「NEWからだ浸透補水液」（2016年）
- 世田谷自然食品「乳酸菌が入った青汁」
- 新大和漢方「白陽」愛用者モデル　市川香　(2024年)

## ディスコグラフィ

### シングル
※ イーストワールド・レーベル（東芝EMI） での発売
| はにかみ天使 日本語詞：大津あきら、作曲：Jose Luis Perales、編曲：矢野立美                               | 1982年4月21日発売 |
| （C/W） しなやか旅人（ブルーミング・トウェンティ）（作詞：大津あきら、作曲：佐藤富士雄、編曲：矢野立美） |                   |
| 淋しさフルムーン 作詞：大津あきら、作曲：西木栄二、編曲：若草恵                                          | 1982年10月1日発売 |
| （C/W） YOKOHAMA・ジェラシー（作詞：大津あきら、作曲：西木栄二、編曲：若草恵）                           |                   |
| パステル色の朝（「マイムジャパン」イメージソング） 作詞：川原千映子、作曲：比呂公一、編曲：比呂公一      | 1983年5月21日発売 |
| （C/W） マイム・マイム（作詞：伊藤アキラ、イスラエル民謡、編曲：比呂公一）                               |                   |

## 書籍

### 写真集
- 日時計SUNDIAL(遠藤正)

### 雑誌
- プレイファイブ（吉成香 1982.5）
- 映画ファン（吉成香 1982.5）
- 週刊平凡パンチ（吉成香 1982.5.17）
- アクションカメラ（吉成香 1982.8）
- 写真時代ジュニア（吉成香 1983.3）
- 週刊Heibon（吉成かおり 1983.11.3）
- ももこ（吉成かおり 1984.4）
- 写楽（市川香子 1984.6）
- HEIBONパンチ（市川かおり 1985.6.10）
- Monthly平凡パンチ（市川かおり 1985.6）
- サイクルスポーツ（市川かおり 1988.1）
- PEEKABOO! No.3（市川かおり 1991.4.21）